# Seznam dílů seriálu Ničemové
Toto je seznam dílů seriálu Ničemové.

## Přehled řad
| Řada | Díly | Premiéra v USA | Premiéra v USA | Premiéra v ČR  | Premiéra v ČR   |
| Řada | Díly | První díl      | Poslední díl   | První díl      | Poslední díl    |
| ---- | ---- | -------------- | -------------- | -------------- | --------------- |
| 1    | 10   | 15. ledna 2015 | 22. ledna 2016 | 11. dubna 2016 | 13. června 2016 |

## Seznam dílů

### První řada (2015–2016)
| Č. v seriálu | Původní název | Český název | Režie             | Scénář                       | Premiéra v USA | Premiéra v ČR   |
| ------------ | ------------- | ----------- | ----------------- | ---------------------------- | -------------- | --------------- |
| 1            | Pilot         |             | Charles McDougall | Cris Cole                    | 15. ledna 2015 | 11. dubna 2016  |
| 2            | Xtabai        |             | Alex Graves       | Shawn Ryan                   | 22. ledna 2016 | 18. dubna 2016  |
| 3            | Well          |             | Randall Einhorn   | Cris Cole                    | 22. ledna 2016 | 25. dubna 2016  |
| 4            | Flares        |             | Clark Johnson     | Brett C. Leonard a Cris Cole | 22. ledna 2016 | 2. května 2016  |
| 5            | Hat           |             | Uta Briesewitz    | Eileen Myers                 | 22. ledna 2016 | 9. května 2016  |
| 6            | Leslie        |             | Craig Zisk        | Michael C. Martin            | 22. ledna 2016 | 16. května 2016 |
| 7            | Ice Cream     |             | Guy Ferland       | Zev Borow                    | 22. ledna 2016 | 23. května 2016 |
| 8            | Broodstock    |             | Mark Piznarksi    | Jon Worley                   | 22. ledna 2016 | 30. května 2016 |
| 9            | Seahorse      |             | Ted Griffin       | Kent Rotherham               | 22. ledna 2016 | 6. června 2016  |
| 10           | Needles       |             | John David Coles  | Cris Cole                    | 22. ledna 2016 | 13. června 2016 |